# 福間元明
福間 元明（ふくま もとあき）は、戦国時代から安土桃山時代の武将。毛利氏家臣。父は福間信治。兄に福間堯明。子に福間元道と福間元之。通称は彦三郎、彦右衛門。苗字は福万とも表記される。

## 生涯
天文8年（1539年）に福間信治の次男として生まれる。
天文21年（1552年）から毛利元就に仕え始め、天文23年（1554年）の安芸黒瀬衆討伐の際に兄・堯明が18歳で戦死したことから元明が後継ぎとなる。
弘治2年（1556年）または永禄4年（1561年）の石見中村城攻めの際には、2ヶ所負傷しながらも敵1人を討ち取り、永禄5年（1562年）から永禄6年（1563年）にかけての出雲白鹿城攻めにも従軍。この戦いで毛利軍は、石見銀山の抗夫を動員して井戸の水源を断つ策を取り、これに対して尼子軍も城内から坑道を掘って地中で毛利軍を迎撃した。この坑道内での戦いに元明も参加しており、尼子方の身白大蔵を討ち取る武功を挙げた。また、命によって、出雲国白潟では原左助を、島根では温泉津の者2人を討っている。
永禄12年（1569年）の立花城の戦いにおいて松尾白籠筋へ一番に仕寄をして手を負傷したが、同年の大内輝弘の乱では、大内輝弘のいる周防国富海の浮野峠茶臼山に一番乗りして、既に自害していた大内輝弘の首級を挙げた。その他にも周防国秋穂、備中手之城、備後国三郎坂など、多くの場所で敵を討ち取る武功を挙げた他、天正6年（1578年）の上月城の戦いで捕らえられて備中松山城の毛利輝元のもとへ連行されていた山中幸盛（山中鹿介）を備中国阿井の渡で討ち取った。
毛利水軍の将としても活動し、天正4年（1576年）の第一次木津川口の戦いや天正6年（1578年）の第二次木津川口の戦いに出陣した。また、天正10年（1582年）には河野通直の援兵として井原元尚に続いて、鉄砲衆の検使として出陣している。
しかし、天正14年（1586年）の九州征伐に従軍した際、同年8月26日に豊前国大里で戦死。享年48。子の元道が後を継いだ。
元明の亡骸はその地に埋葬され、目印として松の木が植えられた。この松は後に「福間松」と呼ばれるようになる。文化3年（1806年）には元明の子孫である福間政方が、元明の武勲を表すために、戦死の場所の松の傍に「福間松」の石碑を建てた。この石碑は昭和15年（1940年）頃に門司の西生寺の境内に移されている。